# Лозево
Лозево (болг. Лозево) — село в Болгарии. Находится в Шуменской области, входит в общину Шумен. Население составляет 370 человек.

## Политическая ситуация
В местном кметстве Лозево, в состав которого входит Лозево, должность кмета (старосты) исполняет Милко Иванов Цанев (Болгарская социалистическая партия (БСП)) по результатам выборов правления кметства.
Кмет (мэр) общины Шумен — Красимир Благоев Костов (Болгарская социалистическая партия (БСП)) по результатам выборов в правление общины.